# Дом Москвы (Ереван)
Московский культурно-деловой центр (МКДЦ) «Дом Москвы» — центр содействия культурному и деловому сотрудничеству между Ереваном и Москвой, который дополняет деятельность посольства России в Армении. Центр был открыт 1 апреля 2007 года по инициативе и при поддержке правительства Москвы. Центр осуществляет проекты, направленные на поддержку проживающих в Армении россиян, продвижение российской культуры и русского языка, углубление армяно-российских дружеских связей, развитие культурно-делового диалога между столицами.

## История
Открытие Дома Москвы в Ереване состоялось 23 марта 2007 года, на нём присутствовали мэры Москвы Юрий Лужков и Еревана Ерванд Захарян, руководитель департамента внешнеэкономических и международных связей Москвы Георгий Мурадов, генеральный директор ГУП «Московский центр международного сотрудничества» при правительстве Москвы А. И. Мешков, послы России и Армении, многочисленные общественные деятели.

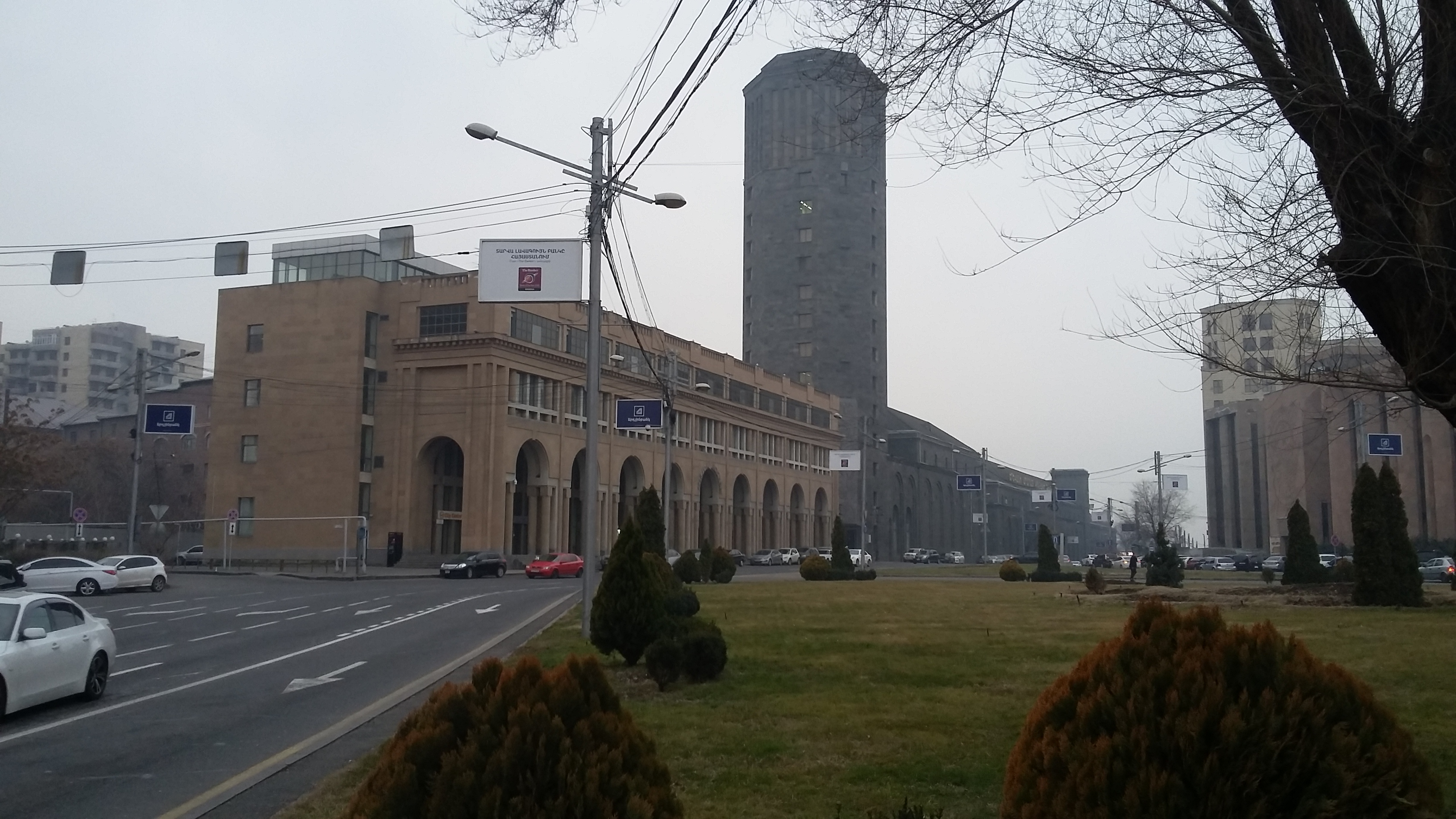
Здание расположено по соседству с Ереванским комбинатом «Арарат» и напротив Мэрии города.

## Деятельность
Дома Москвы ведется образовательная деятельность, целью которой является поддержка русского языка и культуры.  «Дом Москвы» в Ереване организованы курсы интенсивного изучения русского языка для взрослых и детей. Имеется библиотека с произведениями русской литературы. 
Отмечаются традиционные российские праздники, такие как Масленица, православное Рождество, Татьянин день и мероприятия, связанные с Днем России и Днем Москвы. 